# Zakhar Makhrosenka
Zakhar Makhrosenka (né le 10 octobre 1991) est un athlète biélorusse, spécialiste du lancer de marteau.

## Biographie
Son meilleur lancer était de 73,02 m à Minsk le 24 février 2012. Il remporte le titre de champion d'Europe espoirs de 2013 à Tampere.

### Palmarès
| Date | Compétition                   | Lieu    | Résultat | Performance |
| ---- | ----------------------------- | ------- | -------- | ----------- |
| 2013 | Championnats d'Europe espoirs | Tampere | 1er      | 74,63 m     |

### Records
| Épreuve           | Performance | Lieu  | Date           |
| ----------------- | ----------- | ----- | -------------- |
| Lancer du marteau | 76,08 m     | Minsk | 3 février 2013 |